# 퀘벡 불도그스

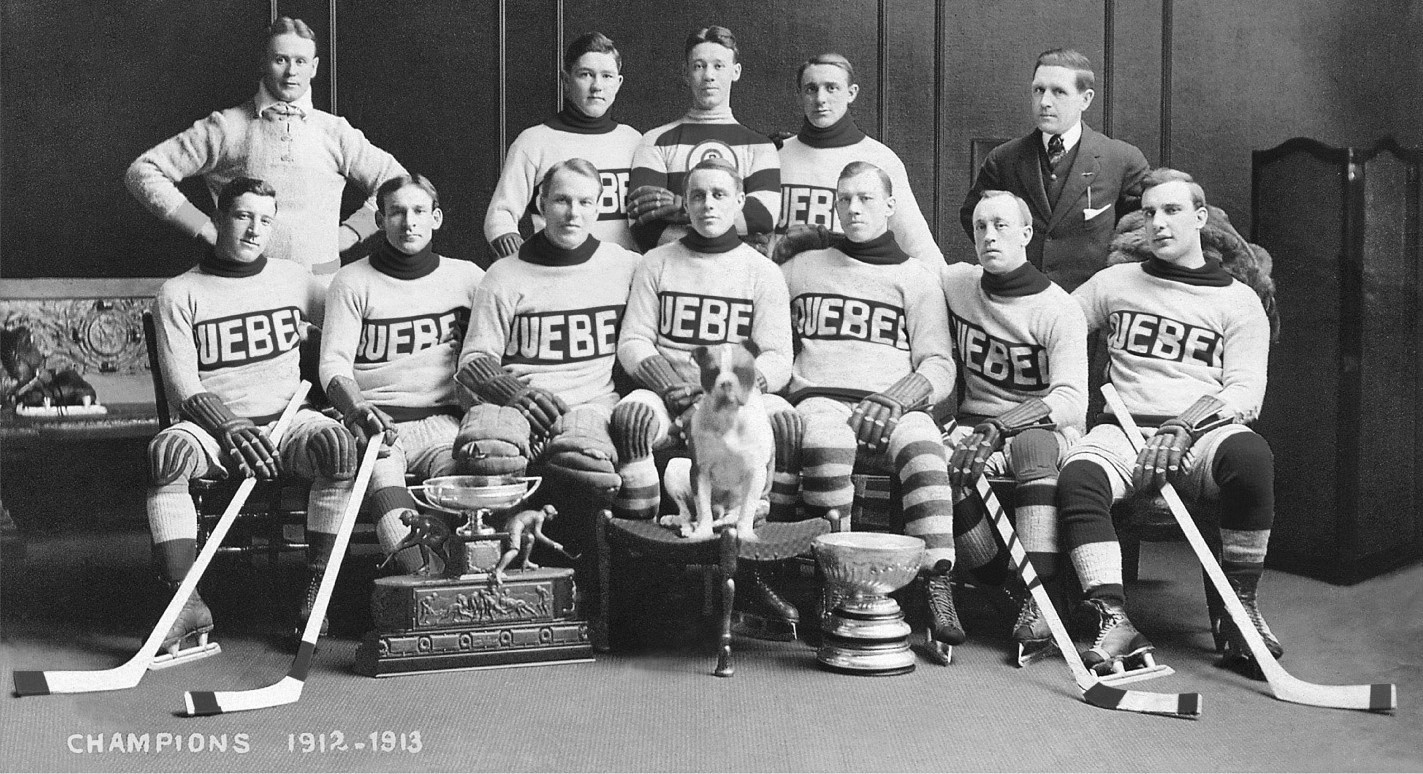

퀘벡 불도그스(영어: Quebec Bulldogs)는 1919년부터 1920년까지 퀘벡주 퀘벡을 연고지로 하는 NHL 소속 아이스 하키팀이다.
1920년 연고지를 온타리오주 해밀턴 (해밀턴 타이거스)로 이전했다.

## 역대 홈경기장
| 경기장             | 사용기간      | 수용인원 | 장소        | 비고 |
| ------------------ | ------------- | -------- | ----------- | ---- |
| 퀘벡 불도그스      |               |          |             |      |
| 퀘벡 스케이트 링크 | 1881년~1913년 | 3,500명  | 퀘벡주 퀘벡 | 빈칸 |
| 퀘벡 아레나        | 1913년~1920년 | 6,000명  | 퀘벡주 퀘벡 | 빈칸 |

## 같이 보기
- 퀘벡 노르딕스